# La Voz del Barrio
La Voz del Barrio va ser un setmanari català en castellà amb informació sobre els barris de Badalona aparegut uns pocs mesos l'any 1926, fundat i dirigit pel mestre i periodista Pablo Aznar Cuartero, amb seu al barri de la Salut, que es va dedicar a defensar els interessos dels barris de Badalona. Després del seu tancament al cap de tres mesos, el maig de 1927 va aparèixer una publicació continuadora fundada pel mateix Pablo Aznar anomenada La Voz de Badalona que va durar fins a l'octubre del mateix any.

## La Voz del Barrio
Va ser fundat i dirigit pel periodista Pablo Aznar Cuartero, aragonès que va ser el president de l'Associació de Propietaris del barri de Llefià. Va tenir la seva seu al carrer Anselm de Riu núm. 11, a l'actual barri de la Salut. D'aquest setmanari, escrit en castellà en la seva totalitat, i que a més s'anomenava a si mateix com «independent», només en van aparèixer sis números entre octubre i desembre de 1926 amb una periodicitat setmanal. La seva informació, de caràcter general segons Enrique García Pons, tractava qüestions relacionades amb els diferents barris de Badalona.
En el seu article de presentació es va proclamar defensora dels interessos de l'Eixample de Badalona, tot fugint de qualsevol color polític. La seva publicitat va rondar el 15-25 per cent de tota la publicació i, en tot cas, era de forma reduïda, la majoria dels seus números van tenir sis pàgines i amb dos columnes per pàgina. A tall de curiositat dintre de la premsa badalonina, La Voz va fer diverses ressenyes d'espectacles taurins de places de braus americanes, ja que en aquell moment era hivern i a Espanya no s'hi celebraven curses.

## La Voz de Badalona
Pocs mesos més tard, el maig de 1927 va aparèixer una nova publicació amb un nom similar, La Voz de Badalona, que també va ser una publicació amb informació de caràcter general i erigit com a «Defensor de los intereses de Badalona» que, de la mateixa manera que la predecessora, va destacar la importància dels barris de Badalona, als quals va dedicar una secció. El fundador i director de la publicació de nou va ser Pablo Aznar Cuartero. La nova publicació, setmanal amb alguna petita irregularitat i escrit íntegrament en castellà, va tenir un format més gran: va tenir entre 8 i 18 pàgines, normalment 12 i va mantenir les dues columnes per pàgina.
La publicació també va tenir altres seccions, de fet els esports tenien secció pròpia i van gaudir de gran importància. De fet va gaudir del favor dels anunciants, ja que la publicitat assolia normalment el 35 per cent i fins i tot el percentatge més elevat en moltes ocasions. D'aquest setmanari van sortir un total de 24 números, un d'ells de caràcter extraordinari, el del 15 d'agost de 1927 (núm. 15) i que va tenir 28 pàgines, més de la meitat de les quals era per part de publicitat, i la seva portada i contraportada va ser realitzada en cartró i el seu preu de 50 cèntims.